# Filippo di Novara
Filippo di Novara (1190 circa – Cipro, tra il 1261 e il 1264) è stato uno storico, militare, poeta, giurista e diplomatico italiano.
Nato probabilmente a Novara in una famiglia di nobile estrazione, trascorse tutta la sua vita adulta in Medio Oriente al servizio degli Ibelin, conti del Regno di Gerusalemme.
È ricordato quale autore dei Mémoires, opera drammatica e di parte, ma di grande valore storico, nella quale sono ripercorsi gli eventi che coinvolsero gli Ibelin durante la crociata di Federico II.